# Ставничий Андрій Романович
Андрі́й Рома́нович Ставни́чий (*23 червня 1919, Коломия — 28 червня 2013, Івано-Франківськ) — український диригент і педагог.
Андрій Романович Ставничий народився в Коломиї в інтелігентній родині. Його мама — донька відомого письменника Андрія Чайковського, батько — Роман Ставничий — адвокат, поручник Української Галицької армії, диригент бережанського та коломийського «Бояна».
В 1948 році Андрій Ставничий закінчив Станіславське музичне училище і розпочав трудову діяльність — був директором загальноосвітньої школи в селі Іванівці на Коломийщині. Пізніше передавав свої знання студентам педагогічного інституту та музичного училища міста Івано-Франківська, завідував тут хоровим відділом та навчальною частиною. Саме з його ініціативи в 1965 році училищу було присвоєне ім'я Дениса Січинського. І під його диригуванням уперше прозвучала кантата Січинського «Лічу в неволі» на слова Тараса Шевченка.
Педагог Андрій Романович навіть в часи радянської окупації ознайомлював студентів із творами, м'яко кажучи, не рекомендованими до виконання. Вийшовши на пенсію, митець продовжував свій творчий шлях — диригував хорами «Каменярі» та «Червона калина». Саме під його диригуванням уперше після радянської окупації прозвучав гімн «Ще не вмерла Україна», коли на івано-франківській ратуші підіймали синьо-жовтий прапор.